# Grand Prix automobile de France 1924
Le Grand Prix automobile de France 1924 est un Grand Prix qui s'est tenu à Lyon le 3 août 1924. Le vainqueur de cette épreuve a également reçu le titre honorifique de vainqueur du 2e Grand Prix automobile d'Europe.

## Classement de la course
| Pos. | no | Pilote              | Écurie                     | Châssis         | Tours | Temps/Abandon       |
| ---- | -- | ------------------- | -------------------------- | --------------- | ----- | ------------------- |
| 1    | 10 | Giuseppe Campari    | Alfa Corse                 | Alfa Romeo P2   | 35    | 7 h 5 min 34 s 8    |
| 2    | 2  | Albert Divo         | Automobiles Delage         | Delage 2LCV     | 35    | + 1 min 5 s 4       |
| 3    | 9  | Robert Benoist      | Automobiles Delage         | Delage 2LCV     | 35    | + 11 min 26 s       |
| 4    | 16 | Louis Wagner        | Alfa Corse                 | Alfa Romeo P2   | 35    | + 19 min 36 s       |
| 5    | 1  | Henry Segrave       | Sunbeam                    | Sunbeam         | 35    | + 23 min 21 s 2     |
| 6    | 15 | René Thomas         | Automobiles Delage         | Delage 2LCV     | 35    | + 31 min 42 s 6     |
| 7    | 7  | Jean Chassagne      | Automobiles Ettore Bugatti | Bugatti Type 35 | 35    | + 40 min 41 s 8     |
| 8    | 13 | Ernest Friderich    | Automobiles Ettore Bugatti | Bugatti Type 35 | 35    | + 46 min 8 s 8      |
| 9    | 3  | Antonio Ascari      | Alfa Corse                 | Alfa Romeo P2   | 34    | Moteur              |
| 10   | 14 | Dario Resta         | Sunbeam                    | Sunbeam         | 33    | + 2 tours           |
| 11   | 21 | Leonico Garnier     | Automobiles Ettore Bugatti | Bugatti Type 35 | 33    | + 2 tours           |
| Abd. | 5  | Felice Nazzaro      | Fiat SpA                   | Fiat 805        | 22    | Freins              |
| Abd. | 8  | Kenelm Lee Guinness | Sunbeam                    | Sunbeam         | 20    | Moteur              |
| Abd. | 11 | Jules Goux          | Rolland-Pilain             | Rolland-Pilain  | 19    | Radiateur           |
| Abd. | 17 | Onesimo Marchisio   | Fiat SpA                   | Fiat 805        | 17    | Moteur              |
| Abd. | 12 | Pietro Bordino      | Fiat SpA                   | Fiat 805        | 17    | Freins              |
| Abd. | 6  | Louis Zborowski     | Privée                     | Miller 122      | 16    | Essieu avant        |
| Abd. | 22 | Meo Costantini      | Automobiles Ettore Bugatti | Bugatti Type 35 | 16    | Direction           |
| Abd. | 18 | Pierre De Vizcaya   | Automobiles Ettore Bugatti | Bugatti Type 35 | 11    | Accident            |
| Abd. | 20 | Cesare Pastore      | Fiat SpA                   | Fiat 805        | 11    | Accident            |
| Np.  | 4  | Giulio Foresti      | Rolland-Pilain             | Rolland-Pilain  |       | Accident aux essais |
| Np.  | 19 | Enzo Ferrari        | Alfa Corse                 | Alfa Romeo P2   |       | Pilote malade       |

- Légende: Abd.=Abandon - NP.=Non Partant.

## Pole position et record du tour
- Pole position :  Henry Segrave (Sunbeam) par tirage au sort.
- Meilleur tour en course :  Henry Segrave (Sunbeam) en 11 min 19 s 0 (vitesse moyenne : 122,712 km/h) au vingt-neuvième tour.

## Photos

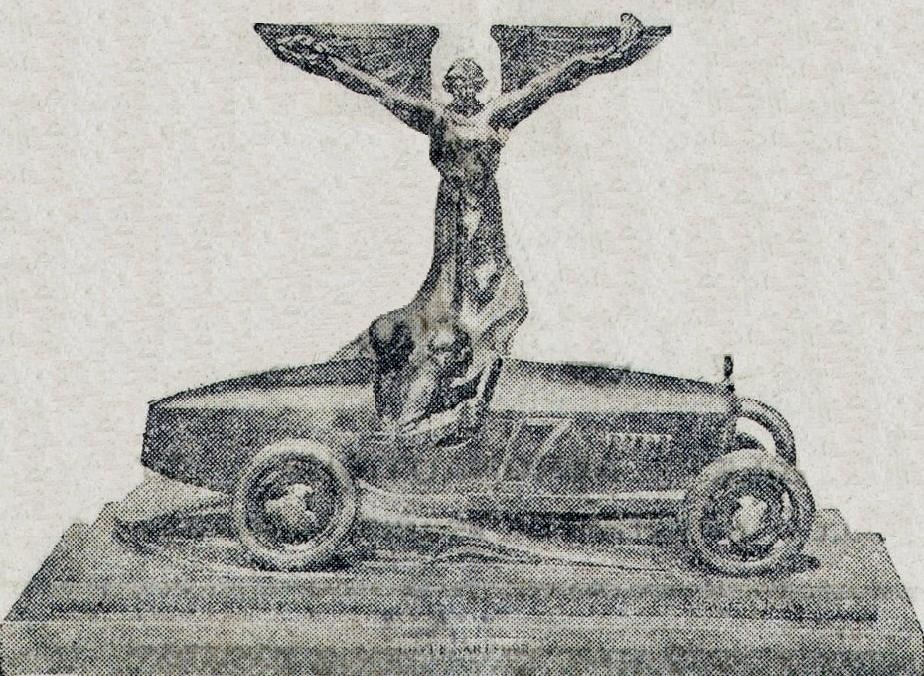
La Coupe Hartford, remise à Alfa Romeo pour sa victoire dans le Grand Prix d'Europe (de France) 1924 à Lyon.
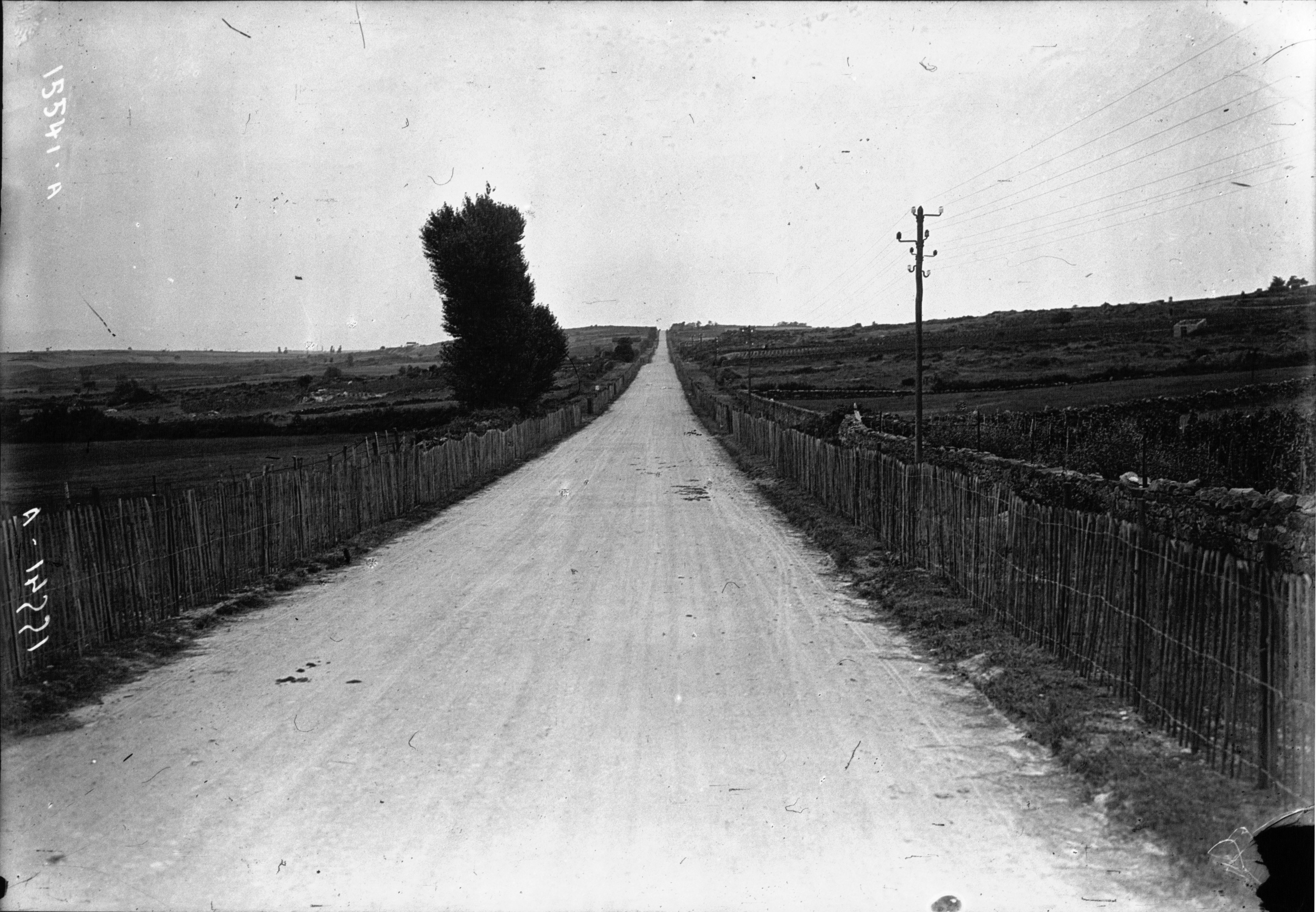
État des routes près de Lyon en 1924.
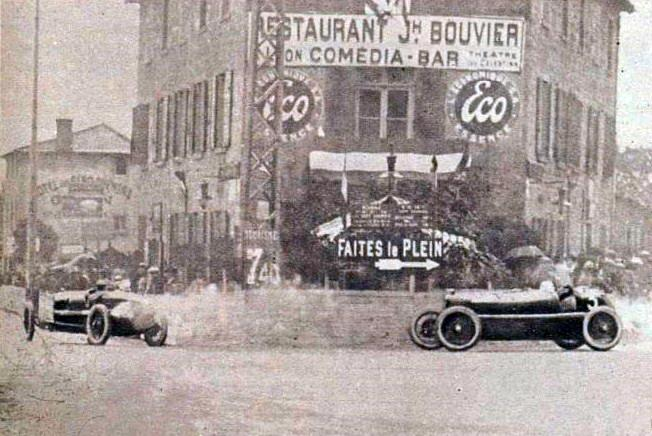
Louis Wagner vire et repart, Enzo Ferrari aborde le tournant.
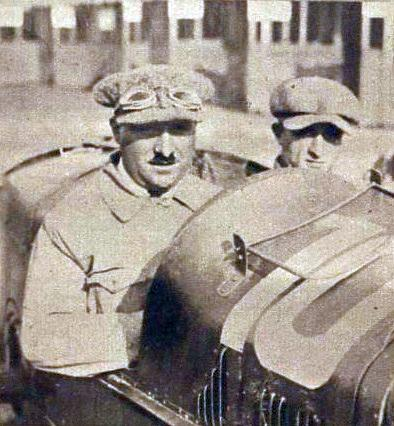
Giuseppe Campari, vainqueur du Grand Prix de France 1924 sur Alfa Romeo P2.
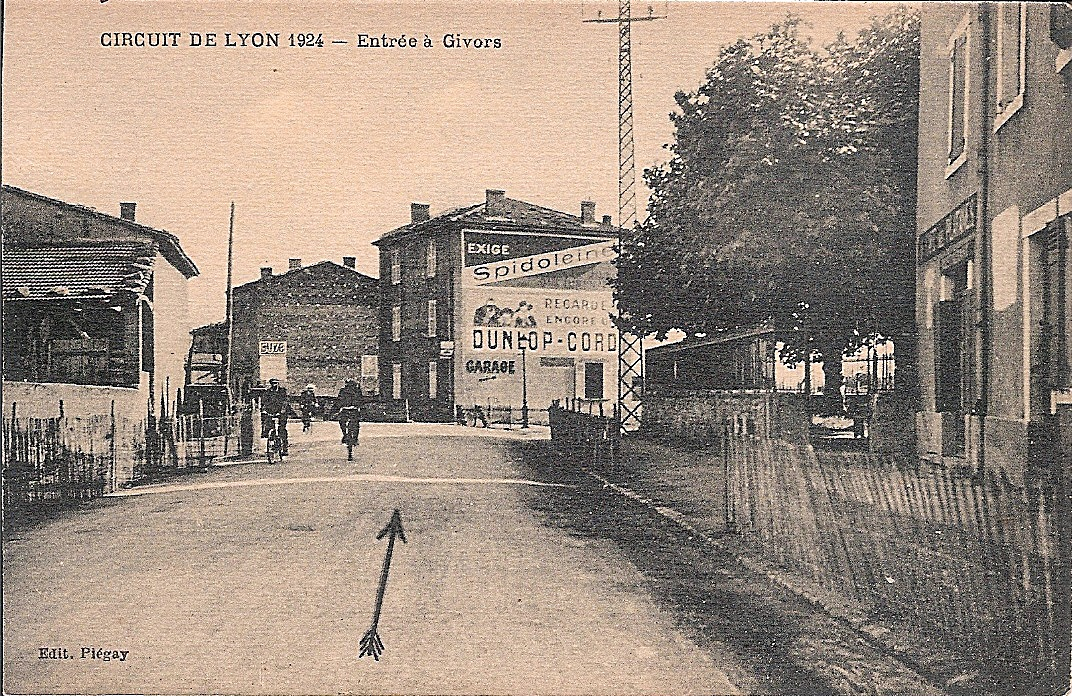
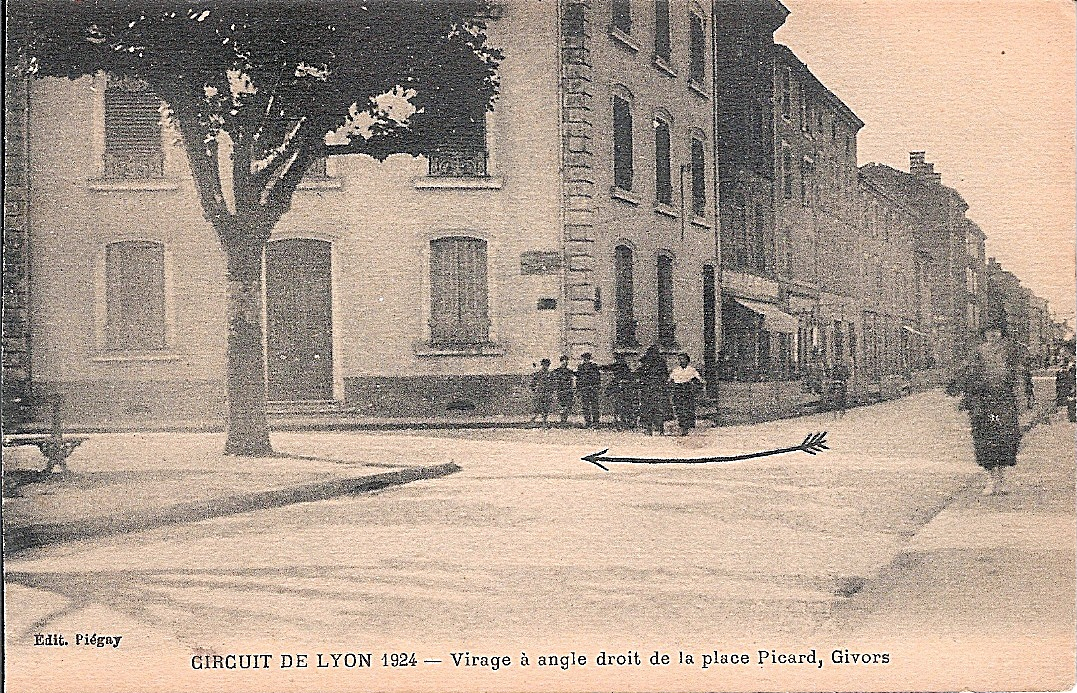
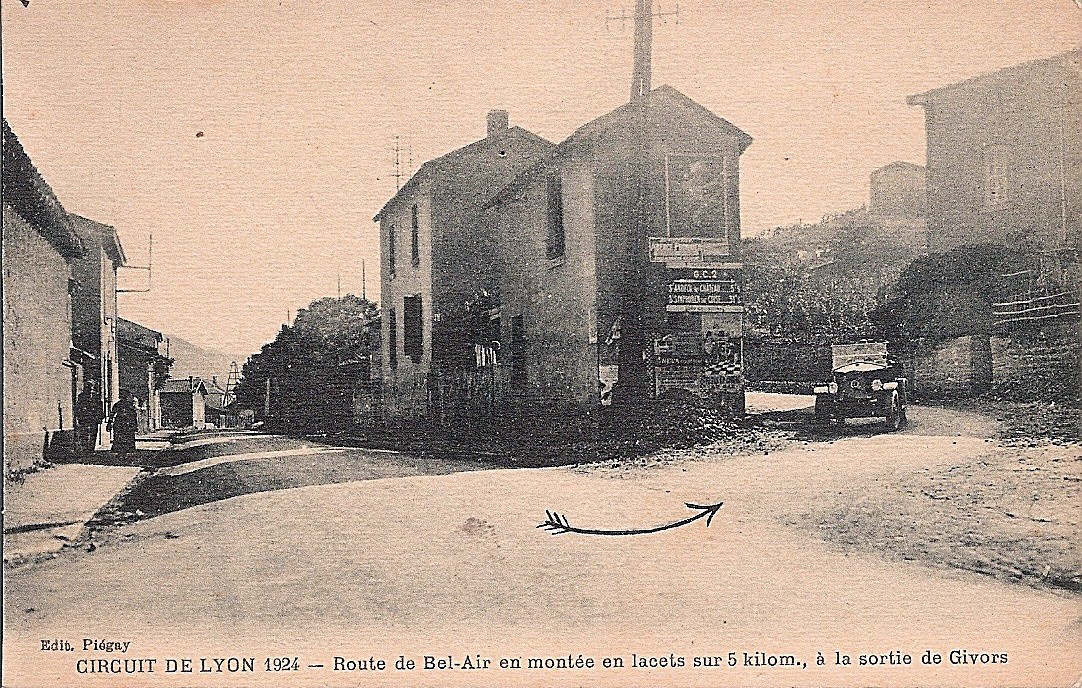
Circuit de Lyon 1924
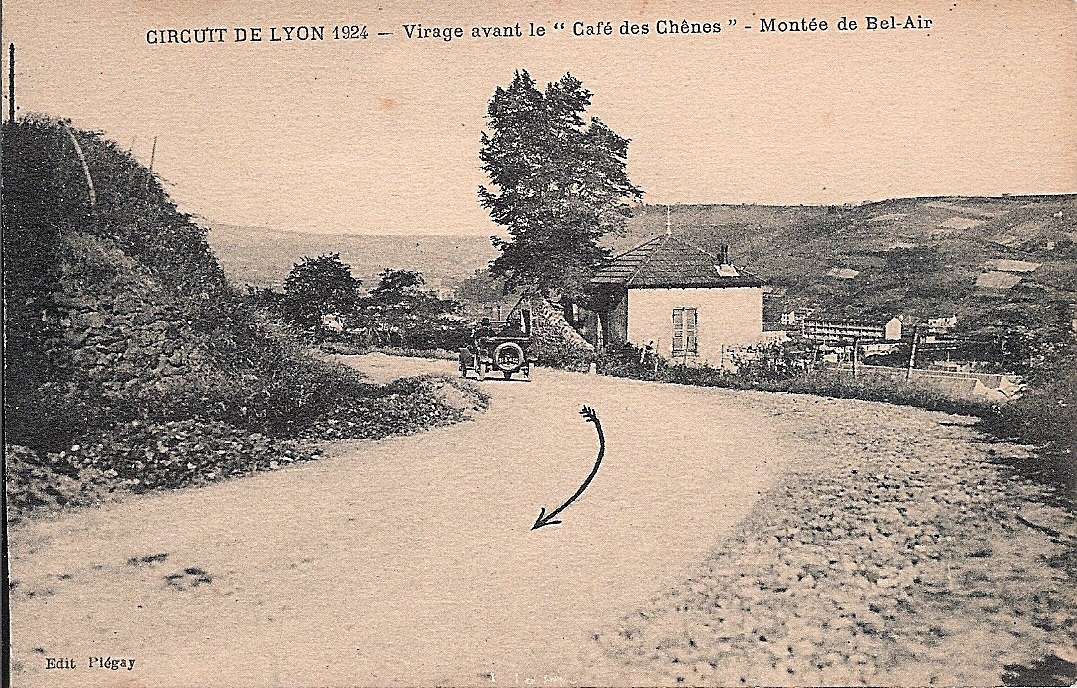
Circuit de Lyon 1924 - Montée Bel-air Givors
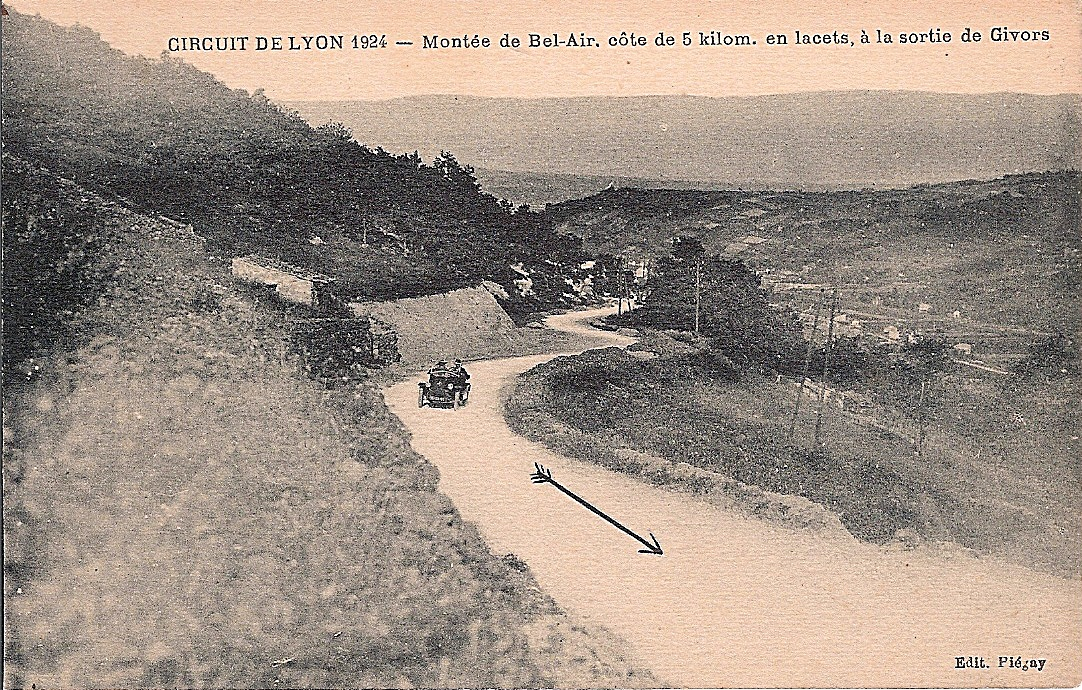
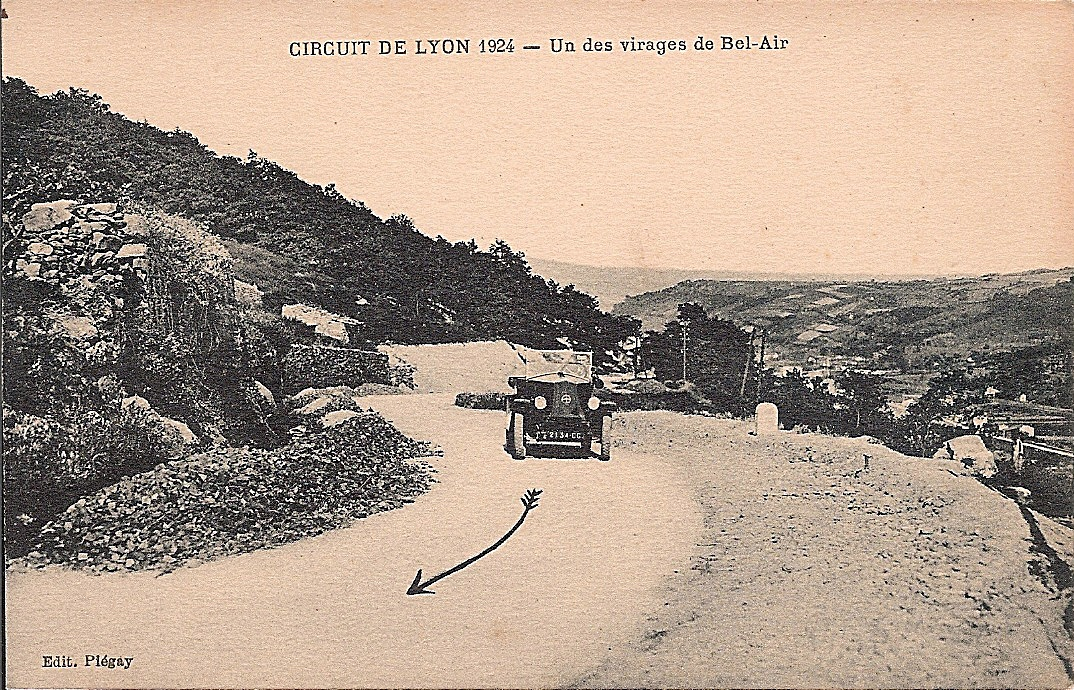
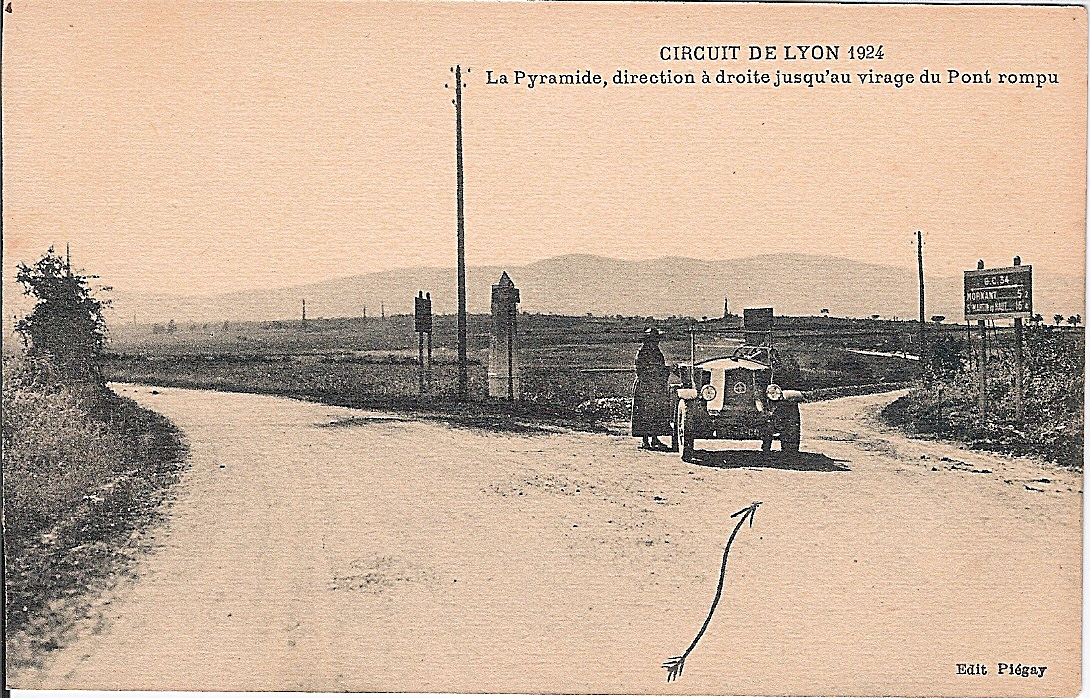
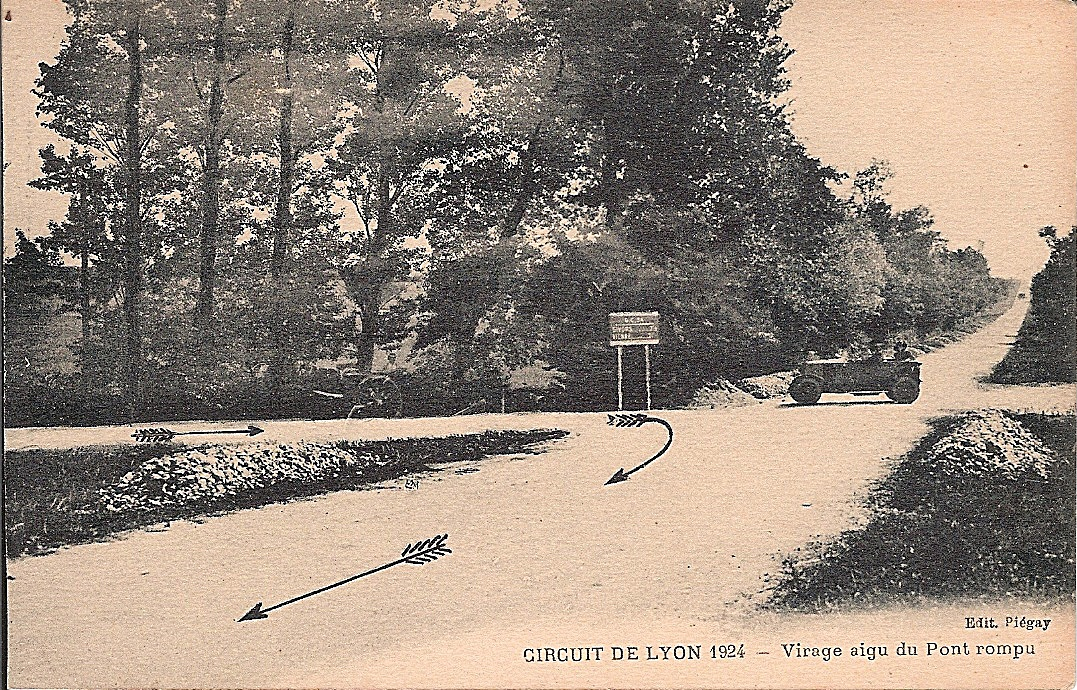
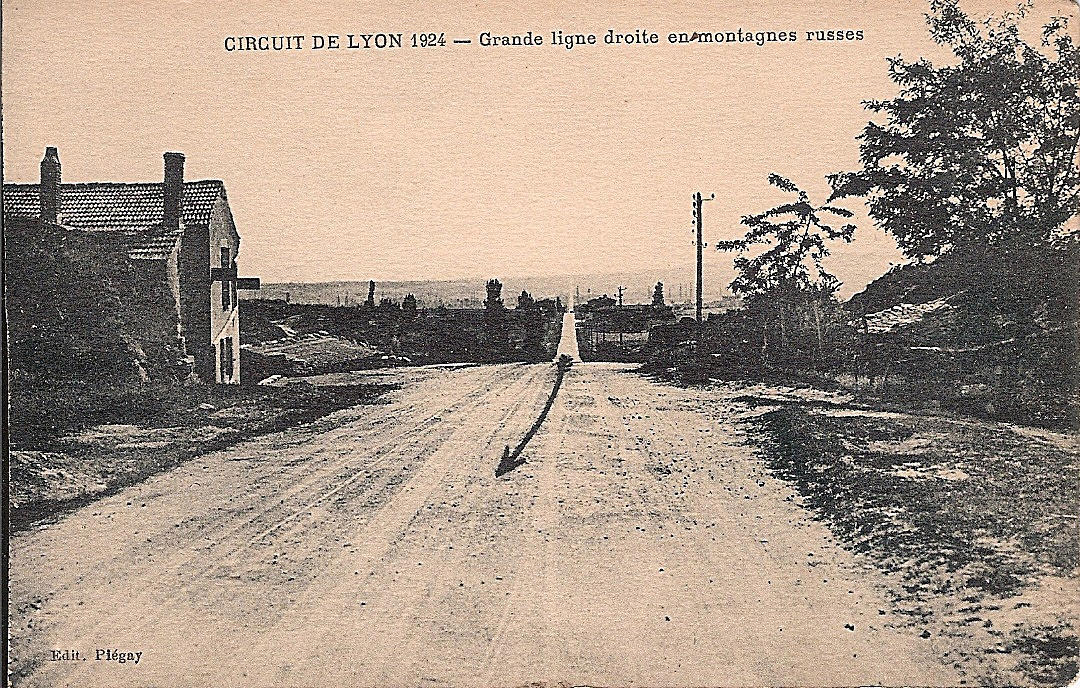
Circuit de Lyon 1924 - Montagnes russes - D42
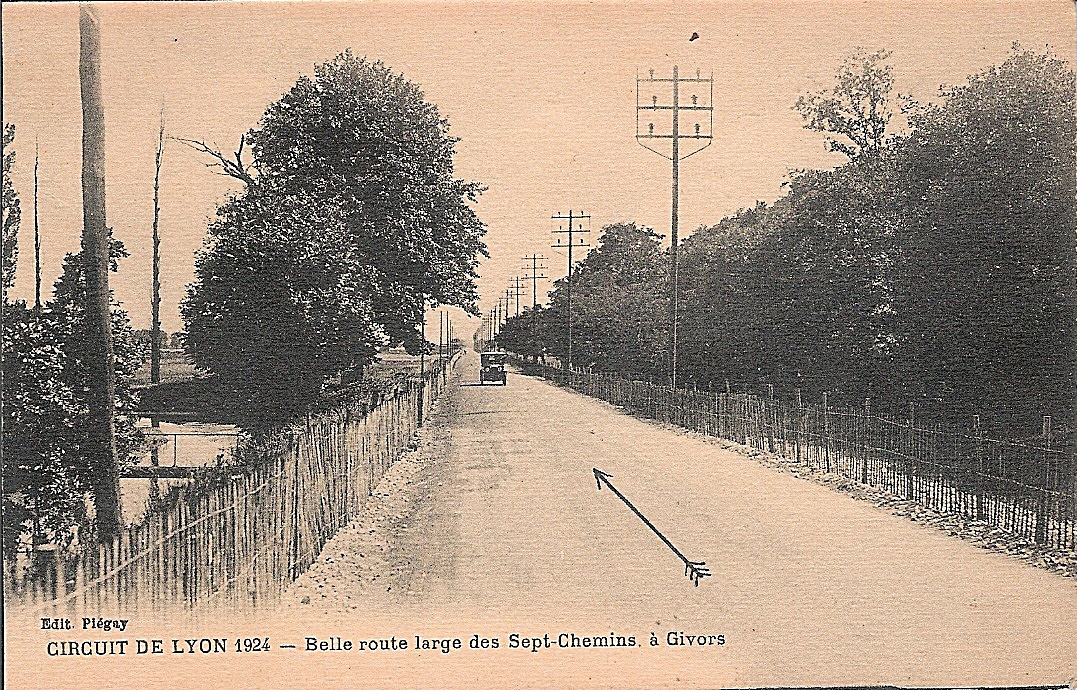
Circuit de Lyon 1924 - Les sept chemins